# إسماعيل أبو شنب
إسماعيل أبو شنب (1950- 21 أغسطس 2003) مهندس وسياسي فلسطيني، وقائد في حركة المقاومة الإسلامية (حماس). بكلوريوس هندسة إنشاءات من جامعة المنصورة وماجستير في نفس التخصص من جامعة كولورادو الامريكية، من ضمن طاقم التدريس في جامعة النجاح الوطنية ورئيس بالوكالة لقسم الهندسة المدنية بالجامعة. من مؤسسي جمعية المهندسين في غزة وعمل فترة نقيباً للمهندسين. عمل عام 1988  مهندساً وكالة الغوث  حتى اعتقاله في أيار (مايو) عام 1989م وقد أطلق سراحه عام 1997. وهو عضو مؤسس للجمعية الإسلامية بغزة عام 1976 والتي واكبت ظهور المجمع الإسلامي. 
يعد من القلائل الذين جمعوا بين العمل السياسي والنقابي والأكاديمي، وتفوّق في هذه المجالات بشكلٍ كان ملفتاً للنظر، كما كان اجتماعياً محبوباً في أوساط الفلسطينيين الذين بكوه بحرقة بعد إعلان استشهاده عندما اغتالته القوات الصهيونية بقصف سيارته بغزة في 21 أغسطس 2003.

## ميلاده ونشأته
ولد المهندس إسماعيل حسن محمد أبو شنب «أبو حسن» في مخيم النصيرات للاجئين وسط قطاع غزة عام 1950 وذلك بعد عامين من هجرة عائلته من قرية «الجيّة» من قضاء المجدل عسقلان، حيث استقرت أسرته في نفس المخيم.
نشأ أبو شنب نشأة السواد الأعظم من أبناء فلسطين الذي هُجّروا من ديارهم في نكبة عام 1948، فالمخيم هو عالمهم، والفقر هو القاسم المشترك الذي يجمعهم. وكان والده «حسن» أمياً ولكنه كان يستطيع قراءة القرآن الكريم. وكان حريصاً على تعليم أبنائه وخاصة القرآن الكريم، فما إن فتحت بعض مراكز تعليم القرآن الكريم أبوابها حتى سارع بإشراك إسماعيل وهو طفل صغير فيها، وقد قدّر له أن يحفظ حوالي نصف القرآن الكريم وهو ما يزال في المرحلة الابتدائية من تعليمه.
قضى معظم دراسته الابتدائية في مدرسة وكالة الغوث في النصيرات، كان ذلك ما بين عامي 1956 و 1961 حيث تأثّر كثيراً حينها بتوجّهات ورعاية الأستاذ حماد الحسنات أحد الدعاة في منطقة النصيرات «وهو من قادة حركة حماس». كان والده جاداً مجداً في السعي على عياله يعمل في فلاحة الأرض عند بعض الناس، حيث أخرج من أرض في «الجيّة» حانوتاً صغيراً يبيع فيه بعض الحاجيات لسكان منطقته من اللاجئين في المخيم ومن البدو الذي يقطنون بالقرب منه.
توفيّ الوالد والأطفال لا يزالون صغاراً، أكبرهم كان إسماعيل، والذي كان ما يزال في المدرسة الابتدائية، وتولي رعاية العائلة بعض الأقارب، الذين رؤوا أن تنتقل عائلة إسماعيل إلى مخيم الشاطئ للاجئين غرب مدينة غزة، حيث يقطن العديد من أقاربهم هناك. بعد أن أكمل أبو شنب المرحلة الإعدادية من دراسته في مدرسة غزة الجديدة التابعة لوكالة الغوث في عام 1965 انتقل إلى مدرسة فلسطين الثانوية، وكان دائماً من الطلاب المتفوّقين في صفه.

## دراسته
وضعت حرب عام 1967 أوزارها وقد أنهى إسماعيل الصف الثاني الثانوي، وفي أول أعوام الاحتلال تقدّم إسماعيل مع من تقدّم من الطلاب لامتحان الثانوية العامة وذلك في صيف عام 1967، وحصل على شهادة الثانوية العامة، والتي لم تعترِف بها أيٍ من الدول العربية في ذلك الوقت فالتحق بمعهد المعلمين برام الله ليدرس اللغة الإنجليزية ومدة الدراسة في هذا المعهد سنتان، حيث يتخرّج الطالب ويصبح مؤهلاً ليكون معلماً في مدارس الوكالة. في عام 1969 جرت ترتيبات مع الحكومة المصرية، عن طريق منظمة اليونسكو واللجنة الدولية للصليب الأحمر لإجراء امتحانات الثانوية العامة في قطاع غزة بإشراف وزارة التربية والتعليم المصرية حتى يمكن لطلاب القطاع أن يحصلوا على شهادات مصدقة وموقعة من جهة عربية، كي يتمكّنوا من إكمال دراستهم العليا تقدّم أبو شنب إلى هذا الامتحان إلى جانب دراسته بمعهد المعلمين ونجح فيه ثم تقدّم بطلب لمكتب تنسيق القبول للجامعات المصرية وتم قبوله فعلاً، ترك إسماعيل الدراسة في المعهد رغم أنه لم يبقَ على تخرجه منه إلا أشهر معدودات، فقد كان طموحاً أكثر مما يمكن أن تقدّمه له الدراسة في المعهد.
في شهر شباط عام 1970 وصل طلاب القطاع إلى مصر، وفي تلك الفترة كان من الصعب على الكثير منهم الانتظام في الدراسة، وقد مضى ثلثا العام الدراسي وأمامهم تقف مشكلات في التأقلم مع ظروف الحياة المصرية في المدن والتي يختلف جوّها كثيراً عن أجواء المخيمات الفلسطينية في ذلك الوقت.
قرّر أبو شنب أن يتقدّم لامتحان الثانوية العامة للمرة الثانية، وأن يستثمر الأشهر القليلة الباقية في الدراسة علّه يحصل فرصة أفضل تمكّنه من دخول كلية الهندسة، وفعلاً تم له ذلك أخيراً، فقد قبل في المعهد العالي الفني «بشبين الكوم»، وانتقل في السنة التالية إلى المعهد العالي الفني بالمنصورة والذي تحوّل فيما بعد إلى جامعة المنصورة، وتخرّج من كلية الهندسة بجامعة المنصورة عام 1975 بدرجة امتياز مع مرتبة الشرف وكان الأول على دفعته.

## العودة إلى الوطن
عرض عليه أحد أساتذته في الجامعة أن يتم تعيينه «معيداً» في الكلية لكنه فضّل أن يعود إلى قطاع غزة ليعمل هناك، وفعلاً عاد واشتغل مهندساً للمشاريع في بلدية غزة لمدة خمس سنوات، عرفه خلالها زملاؤه، ومن احتك به، مهندساً متميزاً سواء في الناحية الأخلاقية أو المهنية ويشهد بذلك الكثير ممن عرفه.
في تلك الفترة اعتزمت جامعة النجاح الوطنية بنابلس أن تفتح كلية الهندسة فيها، فأعلنت عن توفير بعثات دراسية للمهندسين، لاستكمال دراستهم العليا ليعودوا ليعملوا مدرسين في كلية الهندسة، وتقدّم أبو شنب بطلب للانبعاث للدراسة وتم اختياره لهذا الغرض فاستقال من عمله في بلدية غزة وسافر إلى الولايات المتحدة الأميركية حيث حصل على درجة الماجستير في هندسة الإنشاءات من جامعة كولورادو عام 1982.
عاد أبو شنب إلى جامعة النجاح ليدرّس فيها، ثم سنحت له فرصة إكمال دراسته مرة أخرى، فرجع إلى الولايات المتحدة الأميركية عام 1983، حيث بدأ الدراسة للحصول على شهادة الدكتوراه، ولكن جامعة النجاح استدعته لحاجتها الماسة له ولأمثاله للتدريس في الجامعة، فقطع دراسته وعاد إلى الجامعة وعيّن قائماً بأعمال رئيس قسم الهندسة المدنية في عام 1983 - 1984 وظلّ يدرس في الجامعة حتى أغلقتها سلطات الاحتلال مع اشتعال الانتفاضة أواخر عام 1987.

## وضعه الاجتماعي والنقابي
أبو شنب من القلائل الذين استطاعوا التوفيق والجمع بين إبداعهم في مجال تخصّصهم وبروزهم ومشاركتهم الواضحة في الحياة العامة وحمل هموم الأهل والوطن، حيث كان لا يدع فرصة للخير صغيرة كانت أم كبيرة إلا ويحاول أن يكون له فيها نصيب وكان هذا بالإضافة إلى قدراته الشخصية ومواهبه سبباً في أن يكون أحد الشخصيات الاجتماعية المرموقة في القطاع.
كان له دور مهم خلال الأحداث المؤسفة التي وقعت بين التنظيمات الفلسطينية في عام 1986 في قطاع غزة حيث تداعت المؤسسات والهيئات الأهلية في القطاع لوأد الفتنة وتم اختيار المهندس إسماعيل أبو شنب عضواً في لجنة الإصلاح المنبثقة عن هذا التجمّع وقد أدّت اللجنة دوراً طيباً في تصفية الأجواء وتهدئة الخواطر.
في المجال الاجتماعي الخيري العائلي كان أقرباؤه وجيرانه يلجأون إليه عند الخلاف والنزاع فيبذل جهده لنصحهم وحلّ مشكلاتهم والتوفيق بينهم وكان جيرانه وأهالي الحي الذي يسكن فيه حالياً «حي الشيخ رضوان بمدينة غزة» يعرفونه شخصاً مؤدّياً للواجب بل مبادراً إليه، وكان أهل الخير في الضفة وغزة يلجأون إلى مكتبه الهندسي لعمل التصميمات الهندسية وأخذ الاستشارة لبناء المشاريع الخيرية والمساجد وغيرها مجاناً ودون أن يتقاضى عليها أجراً.

## نقيبا للمهندسين
أما في مجال العمل النقابي فيعتبر أبو شنب رائداً في هذا المجال فهو من مؤسسي جمعية المهندسين الفلسطينيين في قطاع غزة عام 1976، وكان عضواً في مجلس إدارتها من عام 1976 وحتى عام 1980 ثم انتخب رئيساً لمجلس إدارتها ونقيباً للمهندسين في نفس العام، حيث ترك هذا المنصب لسفره للدراسة في أمريكا ومصر، وبعد عودته من هناك تم انتخابه عضواً لدورتين متتاليتين وجرى اعتقاله في عام 1989، وهو يحمِل هذه الصبغة، وبعد الإفراج عنه في عام 1997، أعيد انتخابه رئيساً لمجلس إدارة الجمعية ونقيباً للمهندسين.
أثناء عمله في التدريس في جامعة النجاح كان له دور بارز في توجيه الحركة الطلابية والنقابية في الجامعة لتكون في موقع الريادة للمجتمع الفلسطيني في مواجهة المحتلين. بعد عامٍ تقريباً من إغلاق الجامعة مع بداية الانتفاضة استقال من الجامعة في أواخر عام 1988 وعمل مهندساً في وكالة الغوث حيث مارس عمله النقابي هناك حتى اعتقاله في أيار (مايو) لعام 1989م.
أبو شنب هو عضو مؤسس للجمعية الإسلامية بغزة عام 1976 والتي واكبت ظهور المجمع الإسلامي والذي كان له دور رئيس في استقطاب الشباب الفلسطيني وإنقاذهم من وحل الاحتلال الذي كان يحاول أن يدمّر أخلاقهم الأمر الذي اعتبر رافداً هاماً من روافد اندلاع الانتفاضة المباركة حيث كان للجمعية نشاطات اجتماعية وثقافية ورياضية..الخ، وهو كان حتى استشهاده محاضراً في كلية الهندسة بالجامعة الإسلامية بغزة، ورئيس كلية العلوم التطبيقية في الجامعة.

## إنجازاته
ساهم المهندس أبو شنب في إنجاز العديد من الأمور المهنية والاجتماعية التي بدورها تخدم القضية الفلسطينية والمواطن الفلسطيني، أهمها:
• المشاركة في تأسيس نقابة المهندسين عام 1976م بهدف الارتقاء المهني والتطويري للكادر الهندسي والتحسين من أدائه بالإضافة إلى المحافظة على حقوقهم.
• المشاركة في تأسيس الجمعية الإسلامية بغزة عام 1976م بهدف الحفاظ على الشباب الفلسطيني ثقافياً ورياضياً واجتماعياً من الفساد الصهيوني الذي كان يحاول بثه بين صفوف الشعب الفلسطيني.
• المشاركة في تأسيس رابطة الأندية الفلسطينية عام 1977م.
• المشاركة في تأسيس كلية المجتمع بالجامعة الإسلامية بغزة عام 1998م.
• المشاركة في تأسيس مركز أبحاث المستقبل بغزة عام 2000م.

## عمله الكفاحي
تأثّر أبو شنب بالشيخ أحمد ياسين مؤسس حركة «حماس» منذ كان صغيراً، حيث كان يسكن في نفس مخيم الشاطئ الذي يقطن فيه الشيخ ياسين آنذاك حيث كان الأخير ورغم إعاقته الجسدية دائب الحركة والنشاط وكان له تأثير واضح وكبير في الحياة الاجتماعية والثقافية للمخيم، وفي نهاية الستينيات تعرّف على العمل الإسلامي من خلال الشيخ ياسين، حيث قويت هذه الروابط حينما ساهم أبو شنب بتأسيس الجمعية الإسلامية التي كانت امتداداً للمجتمع الإسلامي الذي كان يرأس إدارته الشيخ أحمد ياسين في ذلك الوقت.
لعب أبو شنب خلال الانتفاضة الأولى دوراً مميزاً في قيادتها منذ الشرارة الأولى لاشتعالها وظلت بصماته واضحة عليها حيث ومنذ اليوم الأول الذي اندلعت فيه الانتفاضة كلّفه الشيخ أحمد ياسين بمسؤولية قطاع غزة في تفعيل أحداث الانتفاضة وكان نائباً للشيخ ياسين، وقد عمل أبو شنب منذ اليوم الأول في الانتفاضة على متابعة كافة الأحداث التي تقوم بها حماس وعمل على تقوية هذه الثورة من خلال عوامل كثيرة وتطوير أساليبها حتى لا تقتصر على الحجر فحسب، أيضاً عمل على تنظيم الأجهزة المتعددة للحركة وترتيبها وتفرّد كلّ جهاز بعمله الخاص حتى اعتقل في إطار الضربة التي وجهتها المخابرات الصهيونية لحركة حماس وكان ذلك بتاريخ 30/5/1989م، وقد أفرج عنه بتاريخ 2/4/1997م.

## داخل السجن
لم يتوقّف أبو شنب عند اعتقاله عن العمل فهو ومنذ اللحظة الأولى لاعتقاله أدرك أنه انتقل إلى مرحلة جديدة في العمل الجهادي وهيّأ نفسه جيدا لهذه المرحلة وكان مدركاً تماماً أن البداية ستكون صعبة جداً وفعلاً أخضع للتحقيق من قبل المخابرات الصهيونية في سجن الرملة وعذّب عذاباً قاسياً لمدة ثلاثة شهور وبعد هذه الفترة من التعذيب تم نقله إلى زنازين العزل في نفس السجن ظلّ فيها مدة 17 شهراً لم يرَ النور فيهم، ومن ثم وفي عام 1990 وبعد انتهاء فترة العزل أصبح ممثلاً للمعتقل في الرملة، وقد شكّل داخل المعتقل قيادة حركة حماس وذلك بعد اعتقاله من سجن الرملة إلى سجن عسقلان، حيث أمضى بعد ذلك باقي مدة محكوميته البالغة ثماني سنوات قاد خلال هذه الفترة حركته بصورة رائعة، حيث لم تشهد الحركة الأسيرة قائداً مثل أبي شنب حيث خاض وإخوانه المعتقلون إضرابين كان لهما أثر بالغ على تحسين حياتهم داخل السجن وحقّقوا من خلالهما إنجازات عظيمة وذلك في عام 1992، وفي عام 1995.
لعب أبو شنب بعد الإفراج عنه دوراً مهماً كقائد سياسي في الحركة حيث كان يمثل الحركة في الكثير من اللقاءات مع السلطة والفصائل، وكان يُعرَف بآرائه المعتدلة، وهو يرأس مركز المستقبل للدراسات،

## من أقواله
• حتى يكون الداعية مقبولاً، فإنه يجب أن يكون مقبولاً داخل أسرته، فإن كان عاقاً لوالديه أو مشاغباً في أسرته، فلا يصلح أن يكون قائداً في المجتمع.
• إنَّ فهم أبي مازن للهدنة أنها هدنة كاملة؛ فيما يخص العمل العسكري في الداخل أو الأرض المحتلة ككل، وهذا في نظره جزء مهم من خريطة الطريق، أما موقفنا يجب أن تكون المقاومة مواجهة للاحتلال ولا يمكن أن تسقط، وهي الطريق الوحيد لمواجهة الاحتلال، ولو لم يكن هناك احتلال لما كانت هناك مقاومة، ويجب أن تكون هناك صيغة لإخراج الجميع من تعقيدات الوضع الداخلي، ونحن مستعدون إذا أوقف العدو عملياته ضد المدنيين الفلسطينيين أن نُوقِف العمليات داخل الخط الأخضر، ولكن تبقى المقاومة مستمرة ضد الاحتلال، وهذا موقف نتمسك به إذا وافق العدو الصهيوني على ذلك، وإذا رفضوا فالحرب مفتوحة على كل الخيارات.

## الاغتيال
استشهد عضو المكتب السياسي لحركة حماس واثنين من مرافقيه في استهدف الطائرات الإسرائيلية الحربية لسيارته بشارع الصناعة غرب مدينة غزة، في الحادي والعشرين من أغسطس عام 2003م، فيما أدى الاستهداف لاصابة 19 فلسطينياً بجراح متفاوتة.